# Ладычин
Ладычин (укр. Ладичин) — село в Микулинецкой поселковой общине Тернопольском районе Тернопольской области Украины. Расположено на берегу р. Нишла.
Население по переписи 2001 года составляло 1208 человек. Занимает площадь 2,503 км². Почтовый индекс — 48124. Телефонный код — 3551.

## География
Село Ладычин расположено в 20 км на юг от Тернополя и в 4 км на южный запад от села Микулинцы в широком яру мелкой реки Нишла.

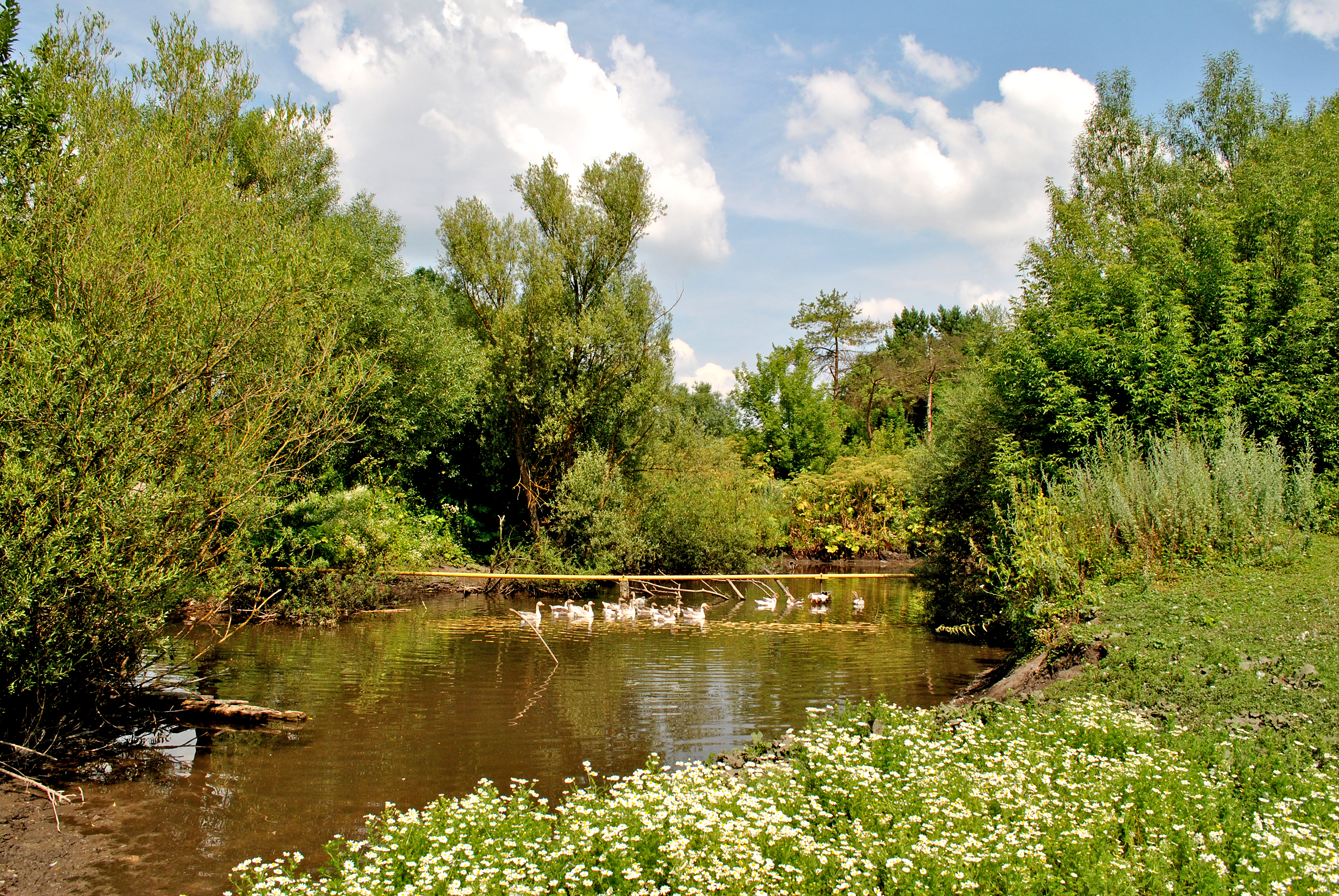
Река Нишла в селе Ладычин

От села начинаются Требовлянские каменоломни красного песчаника. Территория села богата на камень, торф, песок и глину. Наибольшее богатство — чернозём. На Ладычинских полях есть серные источники.

## Происхождение названия
Возможно, название происходит от имени богини Лады. По легендам, здесь был её храм.
Другой вариант происхождения названия: Ладычин — искажённое «Властелин», украинского «Владичин» (свидетельствовало о том, что село принадлежало «властелину», то есть епископу).

## История
Вблизи Ладычина обнаружены археологические памятки скифского и древнерусского времён
История Ладычина начинается с 8 ст., когда он был приграничным городищем Требовльского княжества.
Упоминается как Владычин (Wladiczin) 18 ноября 1454 года в книгах галицкого суда.
XIV—XV ст. — Ладычин упомянут как важный оборонный пункт и, очевидно, до XVI века имел городской статус. С 1564 года зафиксирован как село.

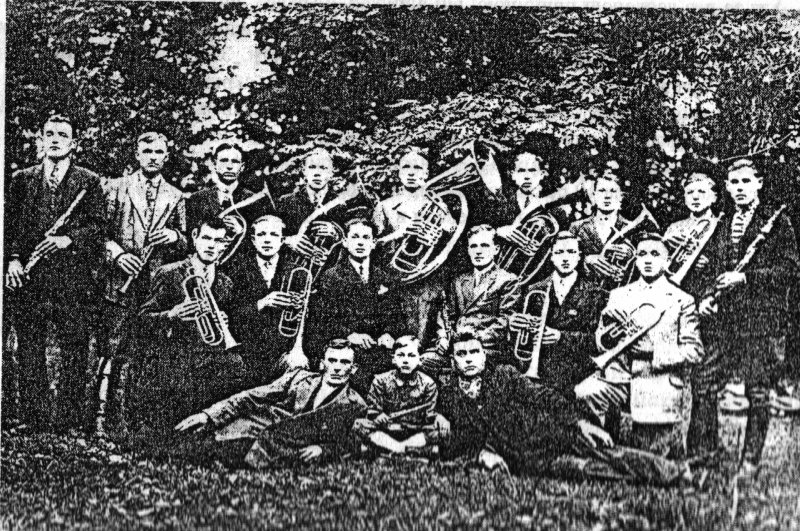
Духовой оркестр в селе Ладычин. 1930-е года

1 августа 1934 года вследствие административной реформы Ладычин включено в новосозданную в Тернопольском повете объеденённую сельскую гмину Микулинцы.
По состоянию на 1 января 1939 года в селе из 2180 жителей было 1310 украинцев, 720 украинцев-латынников, 20 поляков, 120 польских колонистов межвоенного периода и 10 евреев.
Был административным центром Ладычинского сельского совета Теребовлянского района до 15 августа 2015 года. В сентябре 2015 года Ладычин ввошёл в состав Микулинецкой сельской общины.

## Памятки и важные места
Сооружено памятник погибшим в Великой Отечественной войне воинам-односельчанам, установлено памятный крест в честь отмены барщины, насыпана символическая могила борцам за волю Украины.
Есть церковь Рождества Пресвятой Богородицы (1815, камень), костёл Пресвятого Сердца Господа Иисуса, «фигура» Матери Божей в честь основания Братства трезвости (1875).
Также работают общеобразовательная школа I—II ступеней, клуб, библиотека, фельдшерско-акушерский пункт и 4 торговых заведения.